# Roland Gruschka (Jiddist)
Roland Gruschka (* 1972 in Düsseldorf) ist ein deutscher Jiddist. Er hat die Professur für Jüdische Literaturen an der Hochschule für Jüdische Studien Heidelberg inne.

## Werdegang
Gruschka studierte Philosophie, Osteuropäische Geschichte und Jiddistik an der Heinrich-Heine-Universität Düsseldorf und an der SOAS University of London und erwarb dort im Jahr 2000 den Grad Master of Yiddish Studies. Von 2001 bis 2010 war er wissenschaftlicher Assistent am Lehrstuhl für Jiddische Kultur, Sprache und Literatur in Düsseldorf. Anschließend war er bis 2016 Juniorprofessor für Jüdische Literaturen an der Hochschule für Jüdische Studien Heidelberg, bevor er zum ordentlichen Professor berufen wurde. Lehr- und Forschungsaufenthalte führten ihn unter anderem als Vivian Lefsky Hort Memorial Fellow an das YIVO Institute for Jewish Research, New York. Er ist Mitherausgeber der Reihe Jiddistik Edition & Forschung.

## Forschung
Schwerpunkte von Gruschkas Forschung bilden mit Publikationen zu Menachem Mendel Lefin und Isaac Euchel, die Haskala in Mittel- und Osteuropa, die Tradition jiddischer Bibelübersetzung sowie die Entwicklung der jiddischen Literatur in der Sowjetunion. Zuletzt erforschte er jiddische Reiseliteratur und charedische Jugendzeitschriften. Ein früherer Artikel analysiert Diskurse innerhalb der jiddischen Literatur aus der Perspektive der Gender Studies. Gruschka war Leiter eines von der DFG finanzierten internationalen Projekts zur Erforschung der unikal überlieferten jiddischen Übersetzung des Buches Ijob durch Menachem Mendel Lefin. Die Edition sollte 2022 im Druck erscheinen und ein Jahr später im Open Access veröffentlicht werden.

## Schriften (Auswahl)

### Monographien
- Übersetzungswissenschaftliche Aspekte von Mendel Lefin Satanowers Bibelübersetzungen (= jidische schtudies. Band 14). Buske, Hamburg 2007, ISBN 978-3-87548-484-7. (Zugleich: Dissertation)
- mit Marion Aptroot: Jiddisch. Geschichte und Kultur einer Weltsprache (= Beck’sche Reihe. Band 1621). Beck, München, 1. Auflage 2010, 2., durchgesehene Auflage 2023 ISBN 978-3-406-80406-9.

### Herausgeberschaften (Auswahl)
- mit Marion Aptroot: Isaak Euchel: Reb Henoch, oder: Woß tut me damit. Eine jüdische Komödie der Aufklärungszeit. Textedition (= jidische schtudies. Band 11). Buske, Hamburg 2004, ISBN 978-3-87548-461-8.
- mit Marion Aptroot, Efrat Gal-Ed, Simon Neuberg: Leḳeṭ. Yidishe sṭudyes haynṭ – Jiddistik heute. Yiddish studies today (= Yidish. Band 1). Dup, Düsseldorf 2012, ISBN 978-3-943460-09-4.
- Jiddische Kultur in der Sowjetunion (= Aschkenas. Zeitschrift für Geschichte und Kultur der Juden. Band 1/2014). De Gruyter, Berlin / New York 2014, ISSN 1865-9438.